# 波佐 (加利福尼亞州)
波佐（英語：Pozo）是位於美國加利福尼亞州聖路易斯-奧比斯保縣的一個非建制地區。該地的面積和人口皆未知。

## 地理
波佐的座標為35°18′13″N 120°22′36″W / 35.30361°N 120.37667°W，而該地的平均海拔高度為445米（即1460英尺）。